# Пипер, Арон
Аро́н Ху́лио Мануэ́ль Пипер Барбе́ро (исп. Arón Julio Manuel Piper Barbero, род. 29 марта 1997, Берлин, Германия) — немецко-испанский актёр. Известен по роли Андера Муньоса в подростковой драме «Элита».

## Семья
Пипер родился в Берлине 29 марта 1997 года, получив имя Арон Хулио Мануэль Пипер Барберо. Родители ребёнка состояли в межэтническом браке. Отец по национальности немец, мать — испанка. С детства будущего актёра воспитывали в христианской вере.
Когда Арону исполнилось 5 лет, семья переехала из Германии в испанскую Луарку. Здесь он поступил в школу и параллельно начал изучать театральное искусство, играть в школьных постановках. Получив аттестат о среднем образовании, продолжил знакомиться с миром театра и режиссуры

## Карьера
Пипер дебютировал на экране в 2004 году — в возрасте шести лет снялся в американском триллере «Бандит» («Цена риска»). Работа на съемочной площадке увлекла ребёнка, и Арон решил позднее вновь попробовать себя в кино. В 2011-м на экраны вышла полнометражная картина «Мактуб» режиссёра Пако Аранго.
В ленте, где нашлось место и комедийным, и трогательным моментам, Пипер сыграл сына главного героя. Талант юного артиста не остался незамеченным — через 2 года его пригласили на главную роль в фильме режиссёра Грации Керехета «15 лет и один день».
Здесь актёру пришлось вжиться в образ трудного подростка по имени Джон, поступки которого привели к исключению из школы. «Хулиганский» характер Арона помог создать на экране яркого и колоритного персонажа.
Кинокритики высоко оценили драму, отдав ленте главную статуэтку премии «Гойя». Кроме того, в номинацию «Лучшая песня» попала композиция, сочиненная Пипером специально для «15 лет и один день». В 2016 году актёр сыграл в исторической картине «Игра на престоле» («Расколотая корона»). Здесь ему достался образ Фердинанда Габсбургского.
Позже артист начал работу в сериале «Медицинский центр», в котором пробыл 2 сезона. В 2018-м Арон снялся в короткометражной мелодраматической ленте «Минута». В том же году фильмография пополнилась работой в сериале «Элита». Роль сына директора школы Андера Муньозы принесла парню всемирную популярность. Перед актёром стояла сложная задача — представить образ героя с нетрадиционной сексуальной ориентацией, который скрывает от родных свою истинную сущность. Отношения с Омаром, бывшим наркоторговцем, усложняются тем, что последний — мусульманин, живущий в семье со строгими правилами.
Поэтому парням приходится буквально бороться за возможность быть вместе. Также в проекте снялись такие молодые артисты, как Мигель Бернардо, Данна Паола, Хорхе Лопес и другие. Игра Пипера оказалась органичной и убедительной. В 2019 году актёр появился в двух проектах — фильме «Родригес и загробная жизнь», где сыграл Якобо, и многосерийной ленте «Право помечтать», где предстал в роли Лукаса.
В 2020 году Арон продолжил работать в кино, в частности в новом сериале «Беспорядок после тебя». Помимо этого, он снялся в рекламных кампаниях нескольких брендов. Так, в начале мая Пипер позировал для Lacoste, а позже появился в FaceTime-съемке для Jacquemus. Кроме того, не перестал заниматься сочинительством — музыкант выпустил сингл Sigo.
Четвёртый сезон «Элиты» привнес в экранную биографию персонажа Арона новый виток. Появился новый герой в исполнении Ману Риоса, который воспылал романтическими чувствами в нему. К слову, ещё до премьеры появились кадры со съемок, на которых Риос и Пипер целовались.

### Кино, сериалы
- 2004 — «Бандит»
- 2011 — «Мактуб»
- 2012 — «Неудача в школе»
- 2012 — «Только когда мне нечего есть»
- 2013 — «15 лет и один день»
- 2016 — «Расколотая корона»
- 2018 — «Минута»
- 2018—2021 — «Элита»
- 2019 — «Родригес и загробная жизнь»
- 2019 — «Право помечтать»
- 2020 — «Беспорядок после тебя»
- 2022 — «Императорский кодекс»
- 2023 — «Здесь рады тишине»
- 2023 — «Сайен»
- 2023 — «Фатум» 2024 — «Курьер»